# Industriell automatisering
Industriell automatisering, automatisering inom industriell produktion. Fördelen med automatisering är att lönekostnader kan sänkas radikalt i budget samtidigt som produktionen görs effektivare. Detta då industrirobotar kan göra lika rörelser många gånger om utan att tröttna.
Inom delar av industrin har automatisering ägt rum, exempelvis bilindustrin, där har ohälsosamt målningsjobb i stort sett ersatts av industrirobotar. Automatisering mottas både positivt och negativt, automatiseringen har dock medfört fler fördelar än nackdelar.